# 飾妝麗體魚
飾妝麗體魚為輻鰭魚綱鱸形目隆頭魚亞目慈鯛科的其中一種，分布於南美洲哥倫比亞帕蒂亞河及厄瓜多杜蘭戈河、聖哈維爾河流域，體長可達26公分，棲息在河川中底層水域，生活習性不明。

## 擴展閱讀
維基物種上的相關：飾妝麗體魚